# 2011年冬季南亞運動會
第一届南亚冬季运动会于2011年1月在印度北阿坎德邦的喜马拉雅州的台拉登和奥里举行。本届奥运会由印度奥林匹克协会和印度冬季运动会联合会主办。2011年1月10日和2011年1月16日分别在德拉敦和奥利举行了盛大的开幕式和闭幕式。
于2011年1月10日至12日在德拉敦举行了滑冰和冰球比赛，而于2011年1月14日至16日在奥利举行了滑雪和单板滑雪比赛。

## 基础设施（比赛相关）
在台拉登的赖布尔体育学院创建了世界一流的先进设施。 溜冰场和冰球竞技场可容纳2,000人，溜冰场面积为60M x 30M，每小时约有100至150人可以滑冰。 它还有一个奥林匹克规模（50 x 25米）的全空调游泳池，篮球场和综合楼内的自助餐厅。 中央政府已批准建设该设施15亿卢比。
奥里是世界一流的滑雪和单板滑雪胜地。 奥里（Auli）的滑雪设施具有国际标准，配备了最先进的滑雪场，人工造雪系统，人工造雪系统的蓄水装置，用于滑雪运动的升降椅系统和住宅综合体。 比赛中，大部分工程，包括制冰设施都已到位，并为运动员和官员建造了230间客房。 现在，通过用人工饲养的雪植物制作人造冰来延长奥利的季节。

## 基础设施 (General)
位于台拉登的乔利格兰特机场的新客运大楼现已全面投入使用。完成了夜间着陆系统（NLS）和仪表着陆系统（ILS）的安装，跑道上也安装了灯光，以方便夜间着陆。主跑道由印度机场管理局延伸至7000英尺，以方便空客A320和波音727等大型飞机降落。
重建了奥利的直升机停机坪，以确保从乔利·格兰特机场获得定期的直升机服务。 这些服务用于在比赛期间运送运动员和官员。

## 吉祥物
第一届南亚冬季运动会的官方吉祥物是巴拉尔，喜马拉雅蓝羊或大角羊（Ovis Ammon）是原产于中亚和喜马拉雅山脉的野生羊。巴拉尔被选为这些游戏的理想吉祥物，考虑到它的敏捷性、力量、踏实的天性和在积雪覆盖的高海拔地区生存的适应性。雄性有巨大的褶皱角，长达70英寸，形成螺旋形，而雌性的角要小得多。它重约五分之一，肩宽约42英寸。南达迪维国家公园在北阿拉罕是这个棕灰色的喜马拉雅大角叫巴拉尔的著名住所。

## 奖牌榜[4]
*   主办国家/地区（印度）
| 排名                     | 国家 / 地区              | 金牌 | 銀牌 | 銅牌 | 总计 |
| ------------------------ | ------------------------ | ---- | ---- | ---- | ---- |
| 1                        | 印度*                    | 11   | 10   | 12   | 33   |
| 2                        | 巴基斯坦                 | 1    | 3    | 1    | 5    |
| 3                        | 斯里兰卡                 | 1    | 0    | 0    | 1    |
| 总计（共3个国家 / 地区） | 总计（共3个国家 / 地区） | 13   | 13   | 13   | 39   |

## 比赛结果

### 参赛国
阿富汗没有参加。
- （2）[6]
- 不丹（10）[7]
- 印度（95）
- 马尔代夫（7）[7]
- 尼泊尔（8）[7]
- 巴基斯坦（22）[7]
- 斯里兰卡（1）[8]

### 体育项目

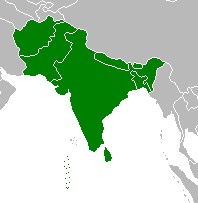
Participating nations.

2011年南亚冬季运动会共有4个冬季运动项目。高山滑雪包括回转、大回转和超级大回转两项男子和女子项目。越野滑雪包括男子10公里、15公里和4×10公里接力三个项目，女子项目包括3公里、5公里和10公里。滑雪有一个回旋和巨大的回旋项目，男女都有。滑冰项目包括男女短道速滑。
在奥里的Auli GMVNL滑雪胜地举行滑雪和单板滑雪活动，而在台拉登的Dehradun RSC Arena举行滑冰和冰球比赛。
括号中的数字表示小项的数目
| - 高山滑雪 (4)（詳細） - 越野滑雪 (5)（詳細） | - 单板滑雪 (4)（詳細） - 短道速滑 (5)（詳細） |

示范运动
- 冰球 (1)（詳細）
- 花样滑冰 (4)（詳細） *原定是一项奖牌活动，但只有印度参加了比赛，因此成为了示范活动。

## 请参阅
- 南亚运动会